# Csingcsiang
Csingcsiang (egyszerűsített kínai írással: 靖江) város Kínában, Csiangszu tartományban. Lakosainak száma 663 408 fő (2020).

## Népesség
| 2010 | 684 360 |
| 2020 | 663 408 |

## Testvérvárosok
- Dinkelsbühl